# Propaannitril
Propaannitril is een organische verbinding met als brutoformule C3H5N. Het is een kleurloze vloeistof met een kenmerkende, etherische geur. De stof is zeer goed oplosbaar in water.

## Synthese
Propaannitril kan op verschillende manieren worden bereid. Een eerste manier is de dehydratie van propionamide:
{\displaystyle {\ce {C2H5CONH2 -> C2H5CN + H2O}}}
Een alternatief is de reductie van acrylonitril:
{\displaystyle {\ce {H2C=CHCN + H2 -> C2H5CN}}}
Dit is een nevenreactie bij de productie van adiponitril door de elektrohydrodimerisatie van acrylonitril, een stap in het proces voor de productie van nylon-6,6. Propaannitril kan echter terug omgezet worden in acrylonitril door middel van dehydrogenering.
Een andere methode is de destillatie van ethylwaterstofsulfaat in aanwezigheid van kaliumcyanide:
{\displaystyle {\ce {C2H5HSO4 + KCN -> C2H5CN + KHSO4}}}

## Toxicologie en veiligheid
De stof ontleedt bij verhitting met vorming van giftige dampen, onder andere stikstofoxiden en waterstofcyanide. Propaannitril reageert hevig met sterk oxiderende stoffen, waardoor brand- en ontploffingsgevaar ontstaat. Ze reageert tevens met zuren, stoom en warm water, waarbij uiterst giftig en brandbaar waterstofcyanide ontstaat.
De stof kan effecten hebben op de ijzerstofwisseling in het lichaam, met verstikking als gevolg. Blootstelling aan propaannitril kan bewusteloosheid, onregelmatige hartslag en zelfs de dood veroorzaken. De effecten kunnen met vertraging optreden.